# Reprezentacja Jugosławii w hokeju na lodzie mężczyzn

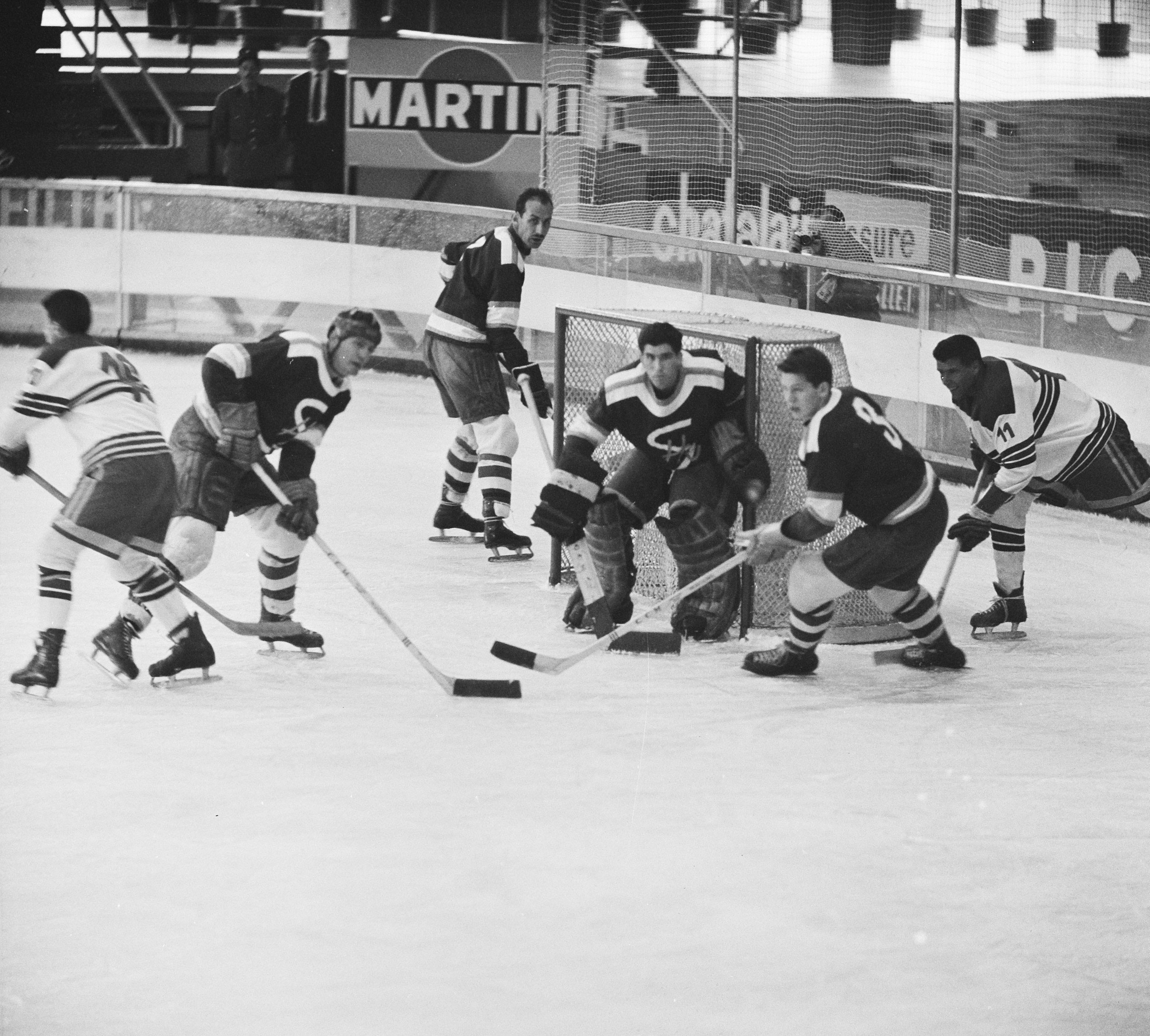
Mecz Holandia - Jugosławia podczas mistrzostw świata 1961

Reprezentacja Jugosławii w hokeju na lodzie mężczyzn – nieistniejąca dziś reprezentacja narodowa hokeja na lodzie reprezentująca Jugosławię. Pięciokrotnie startowała na zimowych igrzyskach olimpijskich: (1964, 1968, 1972, 1976, 1984).
- Pierwszy mecz:  Jugosławia 2−4 Rumunia  (Lublana, 30 stycznia 1934)
- Ostatni mecz:  Jugosławia 3−1 Holandia  (Jugosławia, 7 kwietnia 1991)[1]
- Najwyższe zwycięstwo:  Jugosławia 28−1 Dania  (Kopenhaga, 28 marca 1987)
- Najwyższa porażka:  Jugosławia 0−24 Czechosłowacja  (Zurych, 3 lutego 1939)

Przed 1970 szkoleniowcem kadry reprezentacji Jugosławii był Andrzej Wołkowski.

## Udział w imprezach międzynarodowych

### Mistrzostwa Europy
- 1910-1938: nie uczestniczyła
- 1939: 11. miejsce
- 1947-1963: nie uczestniczyła
- 1964: 11. miejsce
- 1965-1967: nie uczestniczyła
- 1968: 7. miejsce
- 1969-1991: nie uczestniczyła

### Igrzyska Olimpijskie
| - 1920: nie uczestniczyła - 1924: nie uczestniczyła - 1928: nie uczestniczyła - 1932: nie uczestniczyła - 1936: nie uczestniczyła - 1948: nie uczestniczyła - 1952: nie uczestniczyła - 1956: nie uczestniczyła - 1960: nie zakwalifikowała się |  | - 1964: 14. miejsce - 1968: 9. miejsce - 1972: 11. miejsce - 1976: 10. miejsce - 1980: nie zakwalifikowała się - 1984: 11. miejsce - 1988: nie zakwalifikowała się - 1992: nie zakwalifikowała się |

### Mistrzostwa Świata
| - 1939: 13. miejsce - 1947-1950: nie uczestniczyła - 1951: 6. miejsce (2.miejsce w Grupie B) - 1952-1954: nie uczestniczyła - 1955: 5. miejsce (8.miejsce w Grupie B) - 1956-1960: nie uczestniczyła - 1961: 3. miejsce (2.miejsce w Grupie C) - 1962: nie uczestniczyła - 1963: 5. miejsce (7.miejsce w Grupie B) - 1964: nie uczestniczyła - 1965: 7. miejsce (4.miejsce w Grupie B) - 1966: 3. miejsce (2.miejsce w Grupie B) - 1967: 4. miejsce (1.miejsce w Grupie B) - 1968: 3. miejsce (6.miejsce w Grupie B) - 1969: nie uczestniczyła - 1970: 4. miejsce (7.miejsce w Grupie B) - 1971: 5. miejsce (2.miejsce w Grupie B) - 1972: 6. miejsce (8.miejsce w Grupie B) |  | - 1973: 3. miejsce (2.miejsce w Grupie B) - 1974: 2. miejsce (7.miejsce w Grupie B) - 1975: 4. miejsce (4.miejsce w Grupie B) - 1976: 5. miejsce (2.miejsce w Grupie B) - 1977: 7. miejsce (1.miejsce w Grupie B) - 1978: 8. miejsce (6.miejsce w Grupie B) - 1979: 1. miejsce (8.miejsce w Grupie C) - 1981: 27. miejsce (7.miejsce w Grupie B) - 1982: 29. miejsce (2.miejsce w Grupie C) - 1983: 29. miejsce (8.miejsce w Grupie B) - 1985: 29. miejsce (2.miejsce w Grupie C) - 1986: 29. miejsce (7.miejsce w Grupie B) - 1987: 27. miejsce (4.miejsce w Grupie C) - 1989: 29. miejsce (2.miejsce w Grupie C) - 1990: 29. miejsce (1.miejsce w Grupie C) - 1991: 29. miejsce (6.miejsce w Grupie B) - 1992: 29. miejsce (8.miejsce w Grupie B) |